# Équipe d'Uruguay de football à la Copa América 1956
L'équipe d'Uruguay de football à la Copa América 1956 participe à sa 23e Copa América lors de cette édition 1956 qui se tient à Montevideo en Uruguay du 21 janvier au 15 février 1956.

## Résultats

### Classement final
Les six équipes participantes sont réunies au sein d'une poule unique où chaque formation rencontre une fois ses adversaires. À l'issue des rencontres, l'équipe classée première remporte la compétition.
|   | Équipe    | Pts | J | G | N | P | BP | BC | Diff |
| - | --------- | --- | - | - | - | - | -- | -- | ---- |
| 1 | Uruguay   | 9   | 5 | 4 | 1 | 0 | 9  | 3  | +6   |
| 2 | Chili     | 6   | 5 | 3 | 0 | 2 | 11 | 8  | +3   |
| 3 | Argentine | 6   | 5 | 3 | 0 | 2 | 5  | 3  | +2   |
| 4 | Brésil    | 6   | 5 | 2 | 2 | 1 | 4  | 5  | -1   |
| 5 | Paraguay  | 2   | 5 | 0 | 2 | 3 | 3  | 8  | -5   |
| 6 | Pérou     | 1   | 5 | 0 | 1 | 4 | 6  | 11 | -5   |

| 21 janvier | Uruguay | 4 | 2 | Paraguay  |
| 28 janvier | Uruguay | 2 | 0 | Pérou     |
| 6 février  | Uruguay | 2 | 1 | Chili     |
| 10 février | Uruguay | 0 | 0 | Brésil    |
| 15 février | Uruguay | 1 | 0 | Argentine |

### Matchs
| 21 janvier 1956 | Uruguay                                    | 4 – 2 | Paraguay              | Stade Centenario (Montevideo)                      |                                                    |
| | Míguez 12e · Escalada 25e, 32e · Roque 65e | (3 - 0) | Rolón 64e · Gómez 89e | Spectateurs : 55 000 Arbitrage : Juan Regis Brozzi | Spectateurs : 55 000 Arbitrage : Juan Regis Brozzi |
| Maceiras - Martínez, Leopardi ( 72e Brazionis) - Rodríguez Andrade, Carranza, Miramontes - Borges, Ambrois, Míguez ( 66e Demarco), Escalada, Roque | Équipes                                    | Benítez - Maciel ( Arévalo), Benítez Casco - Villalba, Hermosilla, Leguizamón - González, Rolón, Gómez, Cañete, Torres |                       | Spectateurs : 55 000 Arbitrage : Juan Regis Brozzi | Spectateurs : 55 000 Arbitrage : Juan Regis Brozzi |

| 28 janvier 1956 | Uruguay                   | 2 – 0 | Pérou | Stade Centenario (Montevideo)                       |                                                     |
| | Escalada 42e · Míguez 73e | (1 - 0) |       | Spectateurs : 70 000 Arbitrage : Cayetano de Nicola | Spectateurs : 70 000 Arbitrage : Cayetano de Nicola |
| Maceiras - Martínez, Brazionis - Rodríguez Andrade, Carranza ( 85e Auscarriaga), Manghini - Borges ( 87e Pírez), Ambrois, Míguez, Escalada, Roque | Équipes                   | Zegarra - Delgado, Salas - Lazón, Calderón, Heredia ( Gutiérrez) - F. Castillo, Barbadillo ( Drago), R. Castillo, Mosquera ( Loret de Mola), Seminario |       | Spectateurs : 70 000 Arbitrage : Cayetano de Nicola | Spectateurs : 70 000 Arbitrage : Cayetano de Nicola |

| 6 février 1956 | Uruguay                 | 2 – 1 | Chili             | Stade Centenario (Montevideo)                      |                                                    |
| | Míguez 12e · Borges 58e | (1 - 0) | Ramírez Banda 59e | Spectateurs : 60 000 Arbitrage : Juan Regis Brozzi | Spectateurs : 60 000 Arbitrage : Juan Regis Brozzi |
| Maceiras - Martínez, Brazionis - Rodríguez Andrade, Carranza, Manghini - Borges, Ambrois, Míguez, Melgarejo, Roque | Équipes                 | Escuti - Almeida, Álvarez - Cortés, Cubillos, Carrasco - Hormazábal, Meléndez, Ramírez Banda ( Fernández), Muñoz, Sánchez |                   | Spectateurs : 60 000 Arbitrage : Juan Regis Brozzi | Spectateurs : 60 000 Arbitrage : Juan Regis Brozzi |

| 10 février 1956 | Uruguay | 0 – 0 | Brésil | Stade Centenario (Montevideo)                      |                                                    |
| |         | (0 - 0) |        | Spectateurs : 80 000 Arbitrage : Juan Regis Brozzi | Spectateurs : 80 000 Arbitrage : Juan Regis Brozzi |
| Maceiras - Martínez, Brazionis - Rodríguez Andrade, Carranza, Miramontes - Borges, Ambrois, Míguez, Melgarejo ( 72e Demarco), Roque | Équipes | Gilmar - Djalma Santos, De Sordi - Formiga, Roberto Belangero, Alfredo Ramos - Maurinho, Del Vecchio ( Baltazar), Luizinho, Canhoteiro, Zezinho |        | Spectateurs : 80 000 Arbitrage : Juan Regis Brozzi | Spectateurs : 80 000 Arbitrage : Juan Regis Brozzi |

| 15 février 1956 | Uruguay     | 1 – 0                                                                                                   | Argentine | Stade Centenario (Montevideo)                       |                                                     |
| | Ambrois 23e | (1 - 0)                                                                                                 |           | Spectateurs : 80 000 Arbitrage : Cayetano de Nicola | Spectateurs : 80 000 Arbitrage : Cayetano de Nicola |
| Maceiras - Martínez, Brazionis - Rodríguez Andrade, Carranza, Miramontes - Borges ( 71e Pírez), Ambrois, Míguez, Escalada ( 75e Auscarriaga), Roque | Équipes     | Musimessi - Dellacha, Vairo - Lombardo, Mouriño, Gutiérrez - Pentrelli, Sívori, Grillo, Labruna, Zárate |           | Spectateurs : 80 000 Arbitrage : Cayetano de Nicola | Spectateurs : 80 000 Arbitrage : Cayetano de Nicola |

| Copa América 1956 - Vainqueur Uruguay 9e titre |